# Оньемаечи, Бруно
Сопуручукву Бруно Оньемаечи (англ. Sopuruchukwu Bruno Onyemaechi; род. 3 апреля 1999, Оверри) — нигерийский футболист, защитник клуба «Олимпиакос» и сборной Нигерии.

## Клубная карьера
Оньемаечи — воспитанник португальского клуба «Фейренсе». В 2020 году игрок на он аренды выступал за «Вила-Реал». В 2021 году Оньемаечи вернулся в «Фейренсе». 14 августа в матче против «Мафра» он дебютировал в Сегунда лиге. В поединке против «Академики Коимбра» Бруно забил свой первый гол за «Фейренсе». Летом 2022 года Оньемаечи был арендован «Боавиштой». 27 августа в матче против «Бенфики» он дебютировал в Сангриш лиге. 29 января 2023 года в поединке против «Портимоненсе» Бруно забил свой первый гол за «Боавишту». По окончании аренды клуб выкупил трансфер игрока за 1 млн. евро. 

## Международная карьера
10 сентября 2023 года в отборочном матче Кубка Африки против сборной Сан-Томе и Принсипи Оньемаечи дебютировал за сборную Нигерии.